# Syndrom der embryonalen Disorganisation
Das Syndrom der embryonalen Disorganisation oder englisch Human Disorganization Syndrome  ist ein sehr seltenes Fehlbildungssyndrom gekennzeichnet durch angeborene, an ein Amniotisches-Band-Syndrom  erinnernde Defekte assoziiert mit hamartösen Hautveränderungen, überzähligen und ektopen Gliedmaßen und Doppelanlage innerer Organe.
Die Anomalien können mehrere Körperabschnitte und alle drei Keimblätter betreffen. Der Zeitpunkt der Schädigung liegt in der Blastogenese, in welcher Mittellinienstrukturen und Extremitäten angelegt werden.
An das Syndrom ist bei Vorliegen multipler Fehlbildungen zu denken, die nicht zu einem bekannten Krankheitsbild wie Syndrom oder Sequenz passen.
Laut der medizinischen Datenbank Orphanet gilt der Begriff als veraltet und kann durch die Bezeichnung Letale multiple kongenitale Anomalien/Dysmorphien-Syndrom ersetzt werden.
Zu dieser Krankheitsgruppe zählen:
- Bartsocas-Papas-Syndrom
- Faziokardiomele letale Dysplasie[4]
- Edinburgh-Syndrom
- Endokrin-zerebro-osteodysplastisches Syndrom[5]
- Letale Gehirn- und Herzentwicklungsdefekte[6]
- German-Syndrom
- Letale Hydranenzephalie-Zwerchfellhernie-Syndrom[7]
- Letale fetale Hirnfehlbildung-duodenale Atresie-bilaterale Nierenhypoplasie-Syndrom[8]
- Letale intrauterine Wachstumsverzögerung-kortikale Fehlbildungen-kongenitale Kontrakturen-Syndrom[9]
- Letales polymalformatives Syndrom Typ Boissel[10]
- Teebi-al-Saleh-Hassoon-Syndrom (Makrosomie – Mikrophthalmie – Gaumenspalte)
- Meckel-Syndrom
- Mehrkernige Neuronale Zellen-Anhydramnion-renale Dysplasie-zerebelläre Hypoplasie-Hydranenzephalie-Syndrom[11]
- Mikrophthalmie - Mikrotie - fetale Akinesie[12]
- Letales Multiples Pterygium-Syndrom
- Phosphoribosylaminoimidazol-Carboxylase-Mangel[13]
- Thakker-Donnai-Syndrom[14]
- Triploidie
- Zwerchfellhernie-Kurzdarm-Asplenie-Syndrom[15]